# Kraje v Česku

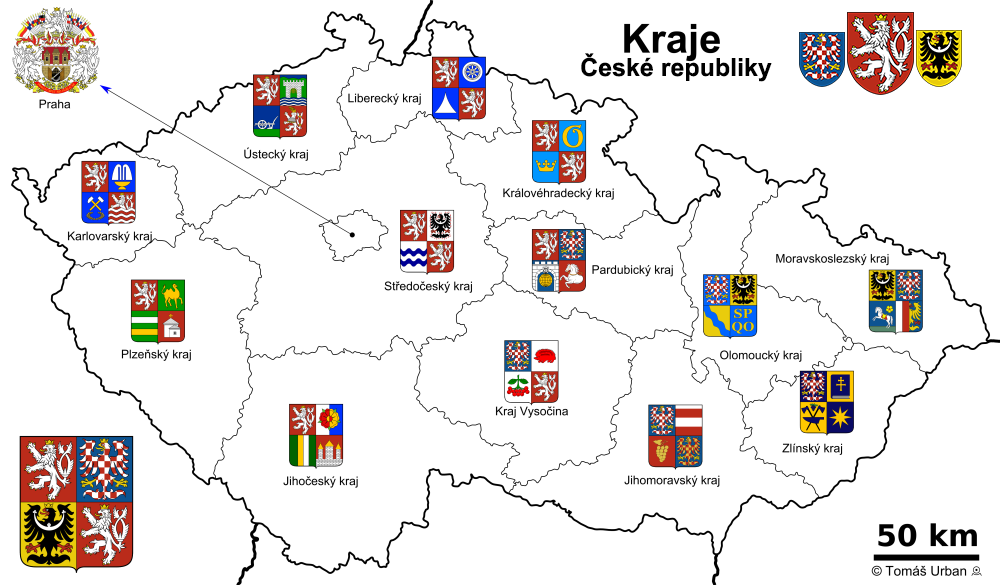
Přehled krajů Česka a jejich znaky

Kraje v Česku jsou vyšší územní samosprávné celky, které jsou územními společenstvími občanů s právem na samosprávu. Vytvořeny byly v roce 2000 ústavním zákonem o vytvoření vyšších územních samosprávných celků, samosprávné kompetence získaly na základě zákona o krajích. Krajů je celkem 14, přičemž Praha je podle zákona o hlavním městě Praze krajem i obcí zároveň. Pro potřeby Eurostatu a ČSÚ odpovídají kraje jednotkám NUTS 3.

## Historie

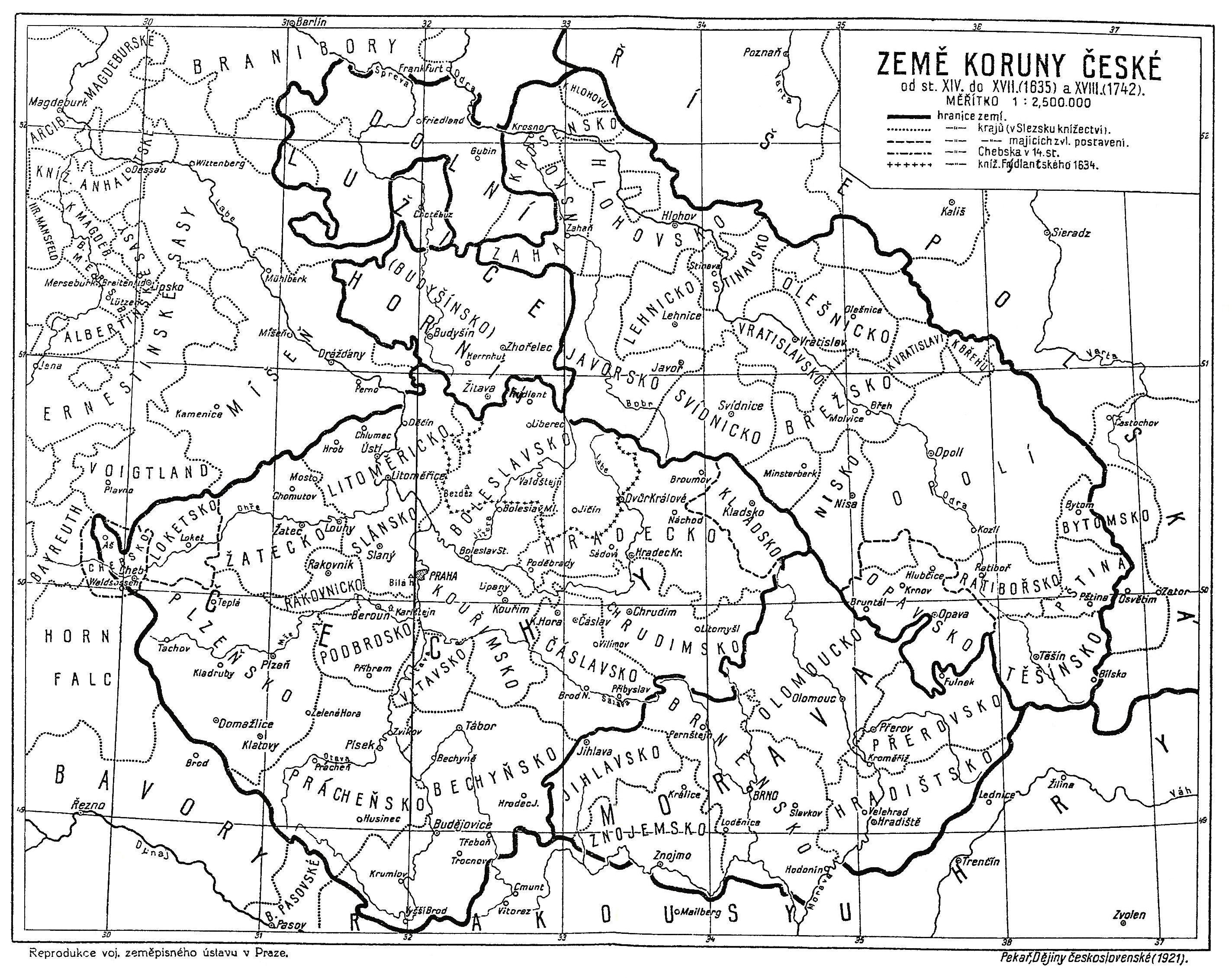
Krajské dělení ve středověku

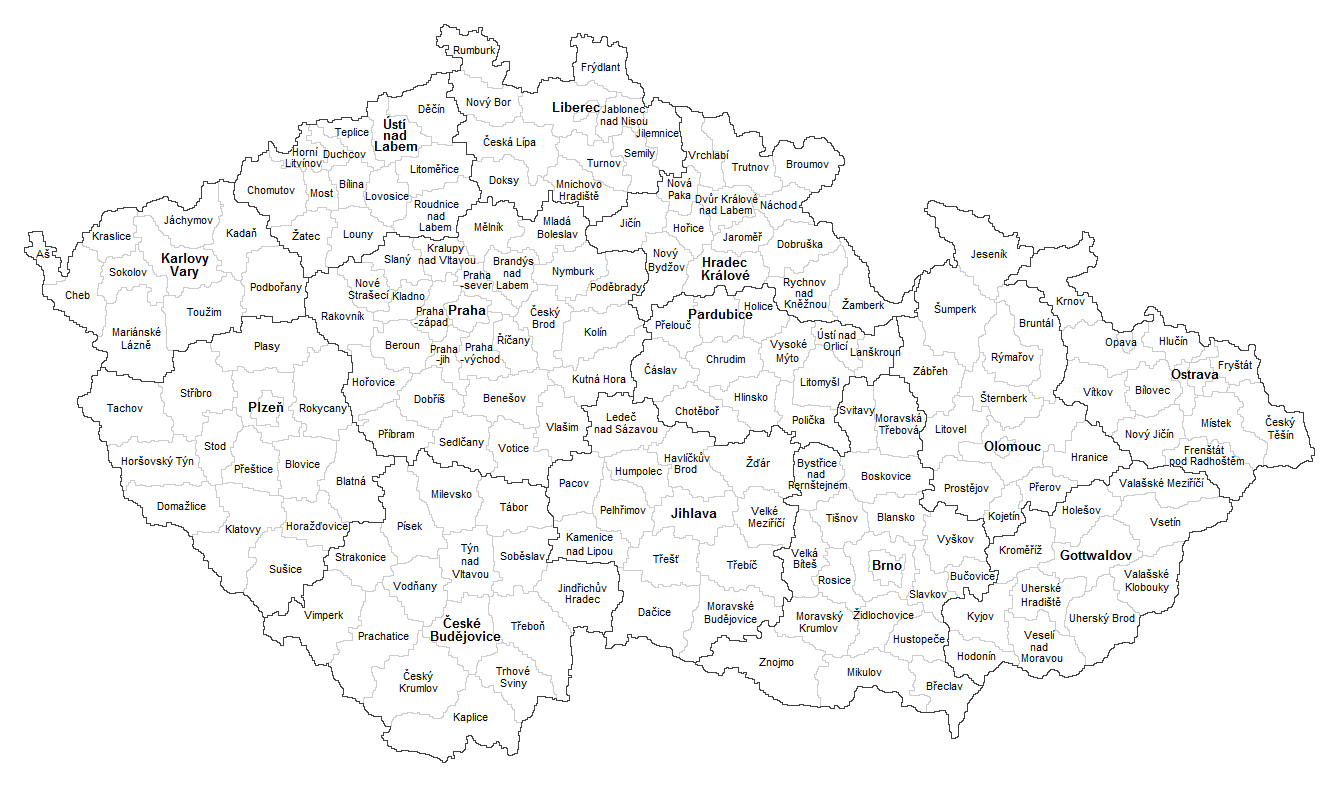
České kraje v letech 1948–1960 a jejich členění na okresy

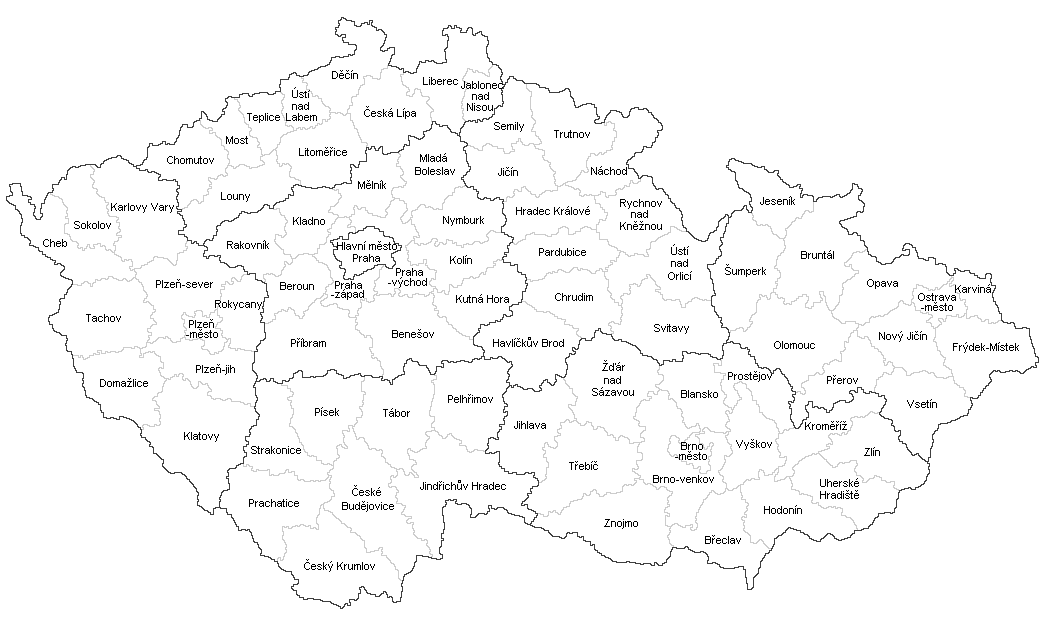
České kraje v letech 1960–2020 a jejich členění na okresy

Dvanáct českých krajů vytvořil v polovině 13. století Přemysl Otakar II., nahradil jimi původní hradské zřízení. Na Moravě existovaly předtím úděly. Na území českých zemí představovaly kraje od středověku až do 19. století, kdy byly původní kraje zrušeny, správní celky stojící mezi panstvími a zeměmi. Od vlády krále Jiřího z Poděbrad do roku 1714 existovalo v Čechách krajů 14, poté došlo opět k redukci na 12 krajů. Po vzniku Československa měly být zavedeny župy, ale zemské zřízení přetrvalo až do roku 1948.
Tehdy bylo zákonem o krajském zřízení území Československa rozděleno na 19 „malých“ krajů (13 v české části státu a 6 na Slovensku). Zároveň byly zrušeny země jako správní jednotky, přičemž se jednalo o druhé (po Protektorátu) územně správní členění v dějinách, které nerespektovalo historické zemské hranice, kterýžto stav se už nezměnil. Sídelní města krajů a částečně i rozloha odpovídaly současným krajům v Česku. Hlavní město Praha byla součástí Pražského kraje, od 17. května 1954 se však na základě zákona o národních výborech stalo samostatným celkem – od té doby se rozrostl počet krajů na 14.
Roku 1960 byly nahrazeny, novým zákonem o územním členění státu vzniklo v Československu 10 (z toho 7 v české části) větších krajů, mimo hlavní město Prahu. Orgány nových „velkých“ krajů (krajské národní výbory) byly ustaveny téhož roku, v roce 1990 byly ale zrušeny. Názvy a sídla tehdejších krajů na českém území (samostatnou územní jednotkou, která z některých hledisek byla postavena na roveň těmto krajům, bylo území hlavního města Prahy):
1. Středočeský kraj se sídlem v Praze
2. Jihočeský kraj se sídlem v Českých Budějovicích
3. Západočeský kraj se sídlem v Plzni
4. Severočeský kraj se sídlem v Ústí nad Labem
5. Východočeský kraj se sídlem v Hradci Králové
6. Jihomoravský kraj se sídlem v Brně
7. Severomoravský kraj se sídlem v Ostravě

Jelikož roku 2000 vznikly nové samosprávné kraje, existovaly v České republice dvě různé soustavy krajů několik let vedle sebe. Definitivně byly staré územní kraje zrušeny zákonem o územně správním členění státu ke dni 1. ledna 2021 (krajských soudů a krajských státních zastupitelství se však reforma nedotkla).

## Samosprávné kraje od roku 2000

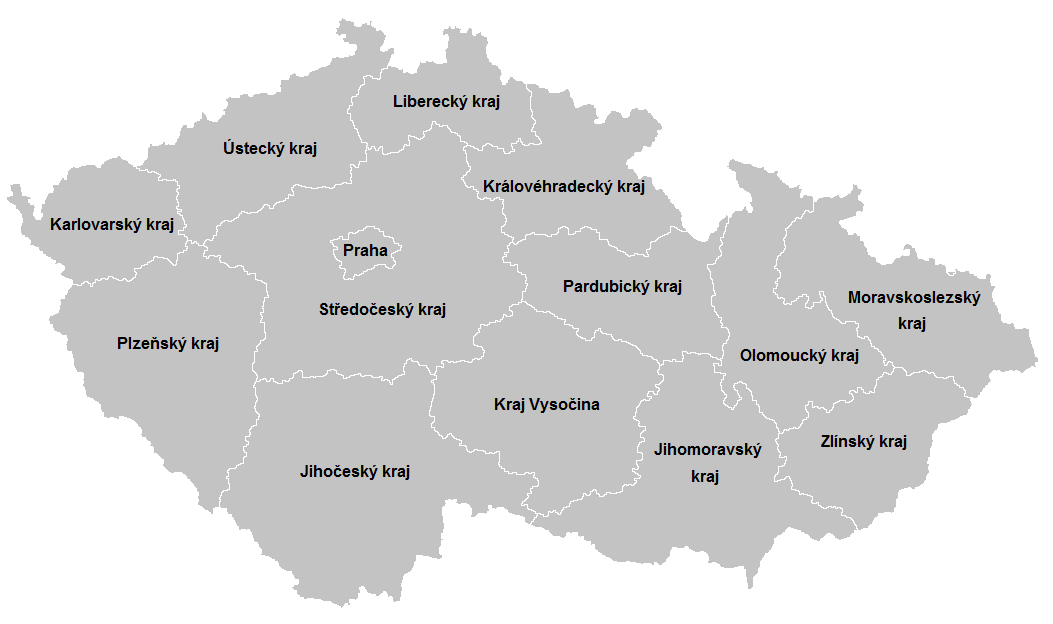
Samosprávné kraje Česka od roku 2000

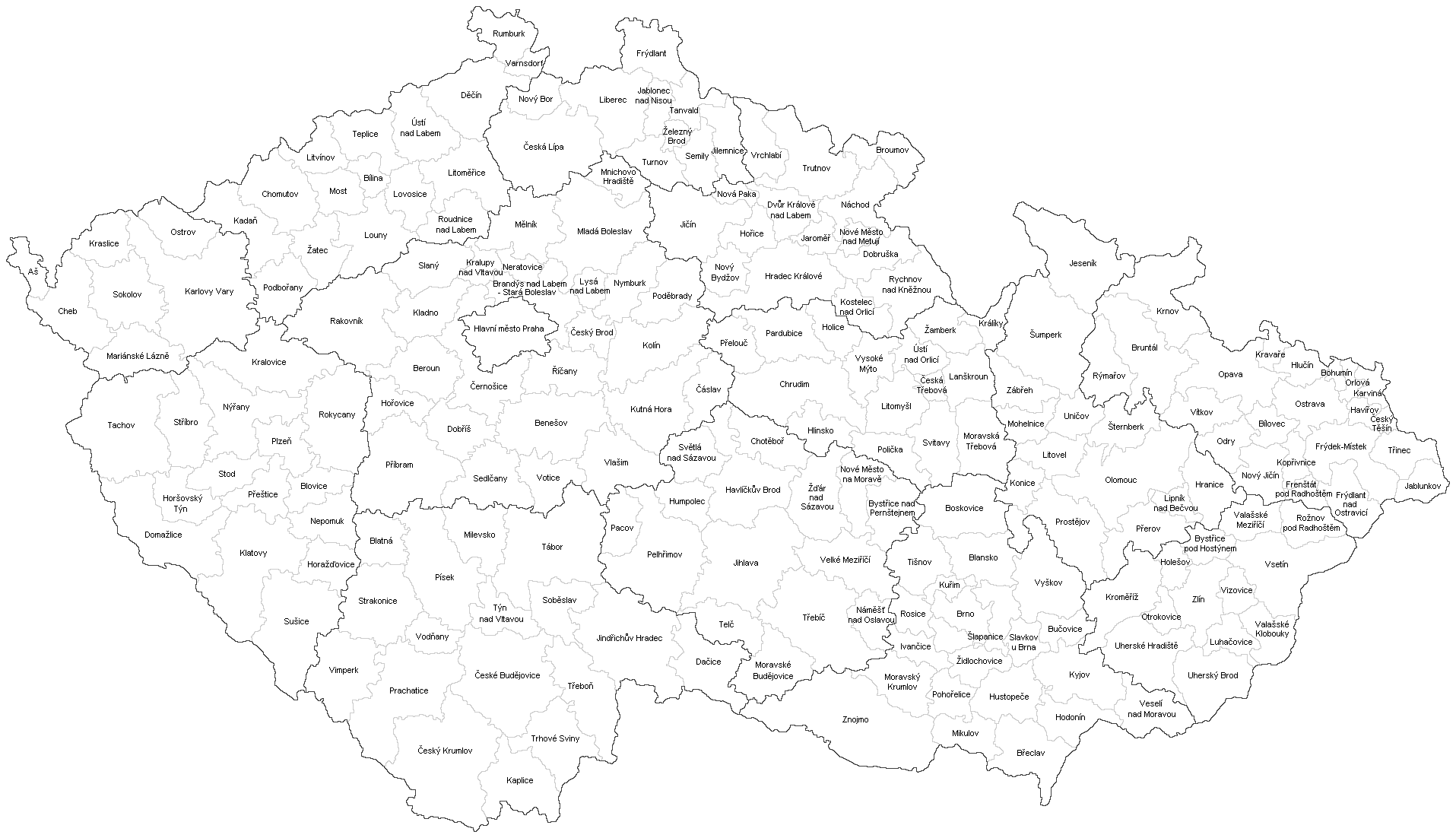
Systém samosprávných krajů a obvodů obcí s rozšířenou působností

Vytvoření vyšších územně samosprávných celků předpokládá článek 99 Ústavy České republiky. Kraje byly vytvořeny 1. ledna 2000 ústavním zákonem o vytvoření vyšších územních samosprávných celků, který stanoví názvy a sídla krajů a vymezil jejich územní obvody výčtem okresů. Tyto kraje zhruba kopírují kraje z let 1948–1960, zároveň jsou české NUTS 3.[zdroj⁠?!] Samosprávné kompetence získaly na základě zákona o krajích (krajské zřízení) dne 12. listopadu 2000, kdy proběhly první volby do jejich nově zřízených zastupitelstev.
Na hlavní město Prahu se ale zákon o krajích nevztahuje, Praze přiznává postavení a pravomoci obce a zároveň kraje zákon č. 131/2000 Sb., o hlavním městě Praze. Volby do krajských zastupitelstev se pak konají podle zákona č. 130/2000 Sb. Volby do zastupitelstva hlavního města Prahy se konají v termínech obecních voleb a podle jejich volebního systému. Agenda krajů byla významně rozšířena k 1. lednu 2003 v souvislosti se zrušením okresních úřadů.
Dvěma vlnami byly některé z krajů přejmenovány: poprvé byl k 31. květnu 2001 (dnem vyhlášení) novelizačním ústavním zákonem č. 176/2001 Sb. přejmenován Budějovický kraj na Jihočeský kraj, Jihlavský kraj na Vysočinu, Brněnský kraj na Jihomoravský kraj a Ostravský kraj na Moravskoslezský kraj, podruhé pak ústavním zákonem č. 135/2011 Sb. k 1. srpnu 2011 Vysočina na Kraj Vysočina.
Zákonem č. 387/2004 Sb. bylo k 1. lednu 2005 přesunuto 25 obcí z kraje Vysočina do Jihomoravského kraje a tři obce (Huzová, Moravský Beroun, Norberčany) z Moravskoslezského kraje do Olomouckého kraje. Další změna hranic krajů proběhla k 1. 1. 2016 v souvislosti se zmenšením území vojenských újezdů. Některá vyčleněná katastrální území tak zákonem č. 15/2015 Sb. přešla z Karlovarského do Ústeckého kraje, z Jihomoravského do Olomouckého kraje a naopak z Olomouckého do Moravskoslezského kraje.
Novému krajskému uspořádání se postupně a částečně přizpůsobila i veřejná správa. Například dosavadních osm krajských ředitelství policie se dne 1. 1. 2010 změnilo na 14, která odpovídají územnímu správnímu členění České republiky. Pouze organizace krajských soudů a krajských státních zastupitelství stále odpovídá dřívějšímu stavu, v nově ustavených krajských městech (vyjma Karlových Varů a v případě státního zastupitelství i Pardubic) jsou ale jejich pobočky.

### Návrhy změn
Po podzimních krajských a doplňovacích senátních volbách 2012 se ozývaly i hlasy volající po možném budoucím snížení počtu krajů. Jinou možností je úplné zrušení krajů, jak naznačil v rozhovoru pro Dvacet minut Radiožurnálu Martin Půta. „Když se podívám do Saska, tak to je velké jako polovina České republiky a žádný mezistupeň jako kraje tam neexistuje. Čeká nás debata, kolik samostatných stupňů ČR potřebuje. Náklady na výkon samosprávy jsou poměrně vysoké,“ mínil 15. října 2012 kandidát na hejtmana Libereckého kraje. Místopředseda strany Moravané Ondřej Hýsek, kritizoval dne 4. ledna 2014 kraje jako nefunkční a drahé. Naopak jiní politici označili jako hlavní problém krajů přenesení zodpovědnosti ze státní úrovně bez odpovídajícího přesunu financí pro vykonávání těchto povinností.

### Základní data o krajích
| Název kraje (kraj)   | Zkratka ČSÚ | Zkratka na RZ | Krajské město    | Počet obyvatel (2023) | Rozloha (km²) | Hustota zalidnění (/km²; 2023) | HDP (mld. Kč, 2022) | HDP na obyv. (tis. Kč, 2022) |
| -------------------- | ----------- | ------------- | ---------------- | --------------------- | ------------- | ------------------------------ | ------------------- | ---------------------------- |
| Hlavní město Praha   | PHA         | A             | Praha            | 1 357 326             | 496,21        | 2 735                          | 1 926,3             | 1 453,6                      |
| Středočeský kraj     | STČ         | S             | Praha            | 1 439 391             | 10 928,50     | 132                            | 775,7               | 557,6                        |
| Jihočeský kraj       | JHČ         | C             | České Budějovice | 652 303               | 10 058,00     | 65                             | 309                 | 480,5                        |
| Plzeňský kraj        | PLK         | P             | Plzeň            | 605 388               | 7 648,91      | 79                             | 326,7               | 553,5                        |
| Karlovarský kraj     | KVK         | K             | Karlovy Vary     | 293 595               | 3 310,34      | 89                             | 111                 | 377,9                        |
| Ústecký kraj         | ULK         | U             | Ústí nad Labem   | 812 337               | 5 338,66      | 152                            | 360,7               | 440,7                        |
| Liberecký kraj       | LBK         | L             | Liberec          | 449 177               | 3 163,41      | 142                            | 202,6               | 457,7                        |
| Královéhradecký kraj | HKK         | H             | Hradec Králové   | 555 267               | 4 759,09      | 117                            | 299,3               | 543,1                        |
| Pardubický kraj      | PAK         | E             | Pardubice        | 528 761               | 4 519,22      | 117                            | 268,3               | 513,2                        |
| Kraj Vysočina        | VYS         | J             | Jihlava          | 514 777               | 6 795,73      | 76                             | 241,6               | 474,3                        |
| Jihomoravský kraj    | JHM         | B             | Brno             | 1 217 200             | 7 187,83      | 169                            | 745,2               | 624,8                        |
| Olomoucký kraj       | OLK         | M             | Olomouc          | 631 802               | 5 271,54      | 120                            | 317,9               | 503,7                        |
| Moravskoslezský kraj | MSK         | T             | Ostrava          | 1 189 674             | 5 426,83      | 219                            | 597,7               | 499,8                        |
| Zlínský kraj         | ZLK         | Z             | Zlín             | 580 531               | 3 963,04      | 146                            | 304,8               | 524,9                        |
|                      |             | CZ            |                  | 10 827 529            | 78 871,01     | 137                            | 6786,7              | 640                          |

## Pravomoce a finance krajů
školstvíkraje zřizují střední školy
zdravotnictvízodpovědnost za nemocnice
dopravastavba a opravy silnic druhé a třetí třídy, integrované dopravní systémy, objednávání veřejné dopravy mezi městy a obcemi, vliv na stavbu a umístění dálnic skrze schvalování plánů územního rozvoje
sociální službyzodpovědnost za domovy pro seniory, kraje rozdělují příspěvky chudým a mají zodpovědnost za sociální zařízení 
ochrana přírodykraje vyhlašují přírodní park, přírodní rezervaci nebo památku 
legislativazastupitelstvo kraje smí navrhovat Poslanecké sněmovně zákony a podávat stížnosti k Ústavnímu soudu
rozdělování dotací z EUkraje spolupracují na rozdělování financí z EU v rámci tzv. regionů soudružnosti (NUTS-2)
integrovaný záchranný systémkrajský úřad, hejtman a hasičský záchranný sbor kraje plní některé úkoly v rámci integrovaného záchranného systému.

### Financování
Kraje hospodaří s velkým množstvím peněz, v roce 2016 to bylo skoro 165 miliard korun, což odpovídá sedmině státního rozpočtu. Přitom však kraje získávají pouhých 9 procent svého rozpočtu přímo z daní, přesněji z celostátního hrubého výnosu DPH a daně z příjmu. Dvě třetiny příjmů krajů jsou státní dotace. Celkový rozpočet krajů byl 160 miliard korun v roce 2015. V roce 2019 to bylo 239 miliard, přitom více než polovina peněz přišla od Ministerstva školství. Kraje tedy především přerozdělují peníze státu. Na investice jde asi čtvrtina rozpočtu a to s velkým podílem peněz z Evropské unie. Pro čerpání peněz z fondů EU se většina krajů sdružuje do tzv. regionů soudružnosti (NUTS 2). 

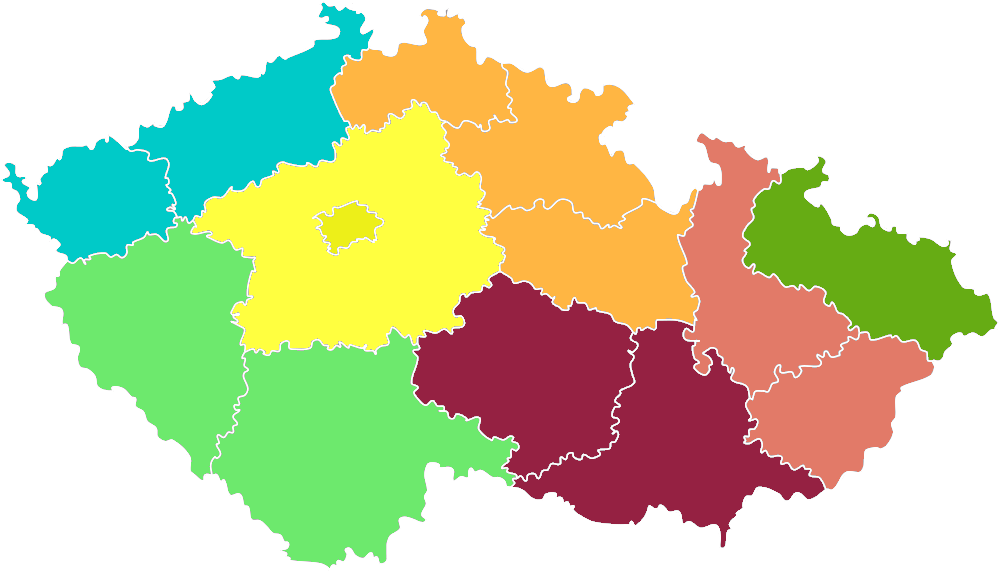
Pro čerpání prostředků peněz z fondů EU se kraje sdružují do tzv. regionů soudružnosti (NUTS 2).

Například Ústecký kraj měl v roce 2020 rozpočet okolo 20 miliard korun, tedy asi 24 tisíc korun na každěho obyvatele kraje. Z toho 60 procent šlo do škol. 17 procent šlo na objednávku dopravy a opravy silnic. 11 procent bylo určeno sociální oblasti, především chudým domácnostem. 2 procenta šla na záchranku a zbytek financí je použit na všechno jiné, co kraj dělá.

## Symboly krajů

Hlavní město Praha
Středočeský kraj
Jihočeský kraj
Plzeňský kraj
Karlovarský kraj
Ústecký kraj
Liberecký kraj
Královéhradecký kraj
Pardubický kraj
Kraj Vysočina
Jihomoravský kraj
Olomoucký kraj
Moravskoslezský kraj
Zlínský kraj

## Volby
Každé čtyři roky probíhají volby do zastupitelstev krajů, z nichž pak vychází krajská rada a hejtman kraje. Správu kraje vykonává krajský úřad. Výjimečné postavení má hlavní město Praha – místní orgány zde vykonávají přenesenou působnost, která je zákonem o krajích svěřena orgánům krajů a také funkci hejtmana zastává v Praze primátor. Krajské volby se v hlavním městě nekonají, nahrazují je komunální volby.

### Vítězové voleb podle krajů
Poprvé byly uspořádány v roce 2000 a jejich vítězem se stala ODS, stejně jako roku 2004. V letech 2008 a 2012 v krajských volbách zvítězila ČSSD. V krajských volbách v roce 2016 nejvíce hlasů získalo hnutí ANO. Ve volbách 2020 získalo ANO také většinu hlasů, avšak ve většině krajů skončilo v opozici.

Mapy vítězných uskupení v jednotlivých krajských volbách
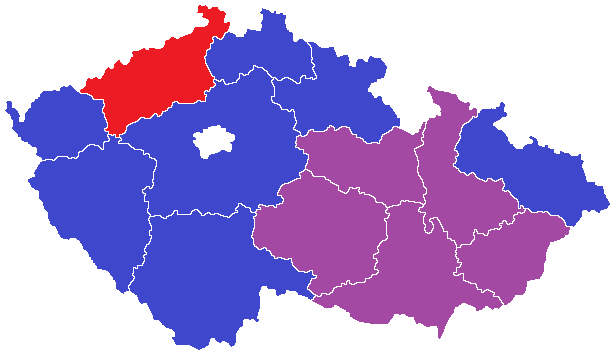
Voleb 2000      ODS      Čtyřkoalice      KSČM
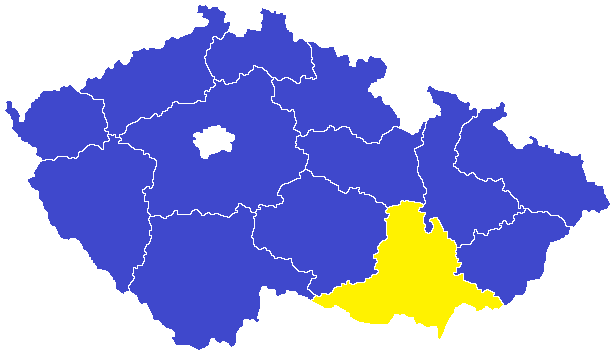
Volby 2004      ODS      KDU-ČSL
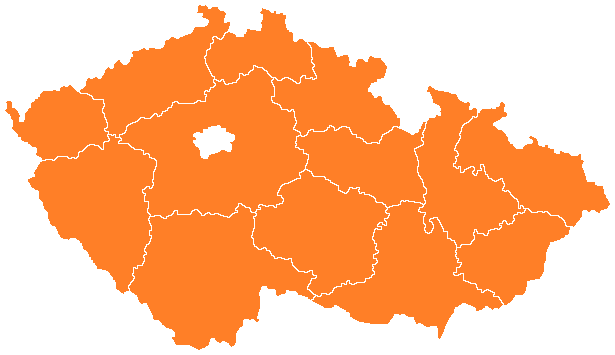
Volby 2008      ČSSD
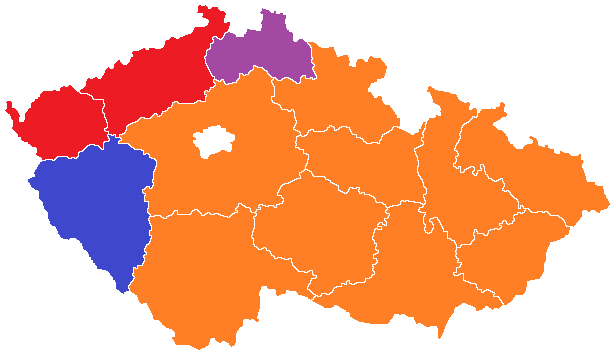
Volby 2012      ČSSD      KSČM      ODS      SLK
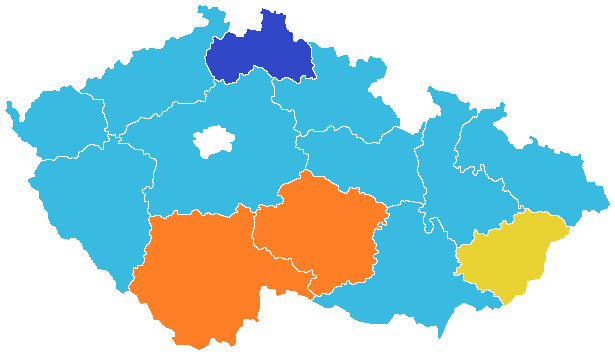
Volby 2016      ANO      ČSSD      SLK      KDU-ČSL
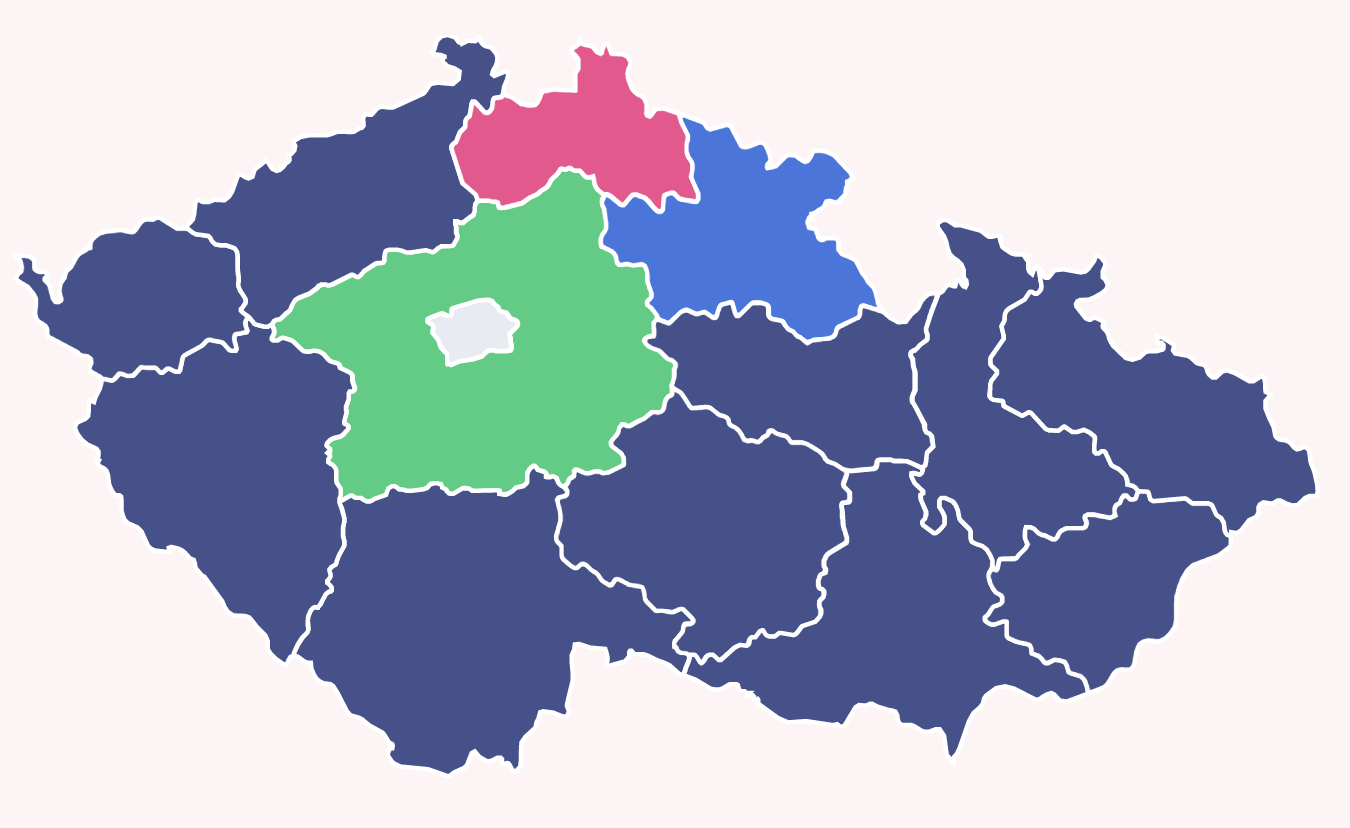
Volby 2020     ANO     ODS a koalice     STAN     SLK
Volby 2024     ANO     SPOLU     ODS     SLK

## Ekonomika

### Podnikání
| kraj                 | firem[ujasnit] | fyzických osob | ostatních | celkem    |
| -------------------- | -------------- | -------------- | --------- | --------- |
| Hlavní město Praha   | 157 771        | 243 715        | 60 600    | 462 086   |
| Středočeský kraj     | 28 959         | 191 907        | 29 070    | 249 936   |
| Jihočeský kraj       | 12 980         | 94 576         | 16 821    | 124 377   |
| Plzeňský kraj        | 12 859         | 84 094         | 15 958    | 112 911   |
| Karlovarský kraj     | 8 397          | 42 429         | 9 111     | 59 937    |
| Ústecký kraj         | 15 090         | 98 541         | 17 845    | 131 476   |
| Liberecký kraj       | 9 480          | 71 740         | 10 142    | 91 362    |
| Královéhradecký kraj | 10 645         | 76 876         | 13 137    | 100 658   |
| Pardubický kraj      | 8 781          | 71 305         | 12 097    | 92 183    |
| Kraj Vysočina        | 7 046          | 64 947         | 11 765    | 83 758    |
| Jihomoravský kraj    | 39 352         | 167 515        | 28 831    | 235 698   |
| Olomoucký kraj       | 10 813         | 84 330         | 13 525    | 108 668   |
| Zlínský kraj         | 12 223         | 84 994         | 11 514    | 108 731   |
| Moravskoslezský kraj | 23 308         | 150 090        | 21 802    | 195 200   |
| Celkem               | 357 704        | 1 527 059      | 272 218   | 2 156 981 |

## Grafický přehled krajů
14 krajů je uvedeno v číslovaném pořadí podle zákona, za pomlčkou je uvedeno sídlo kraje (tzv. krajské město).

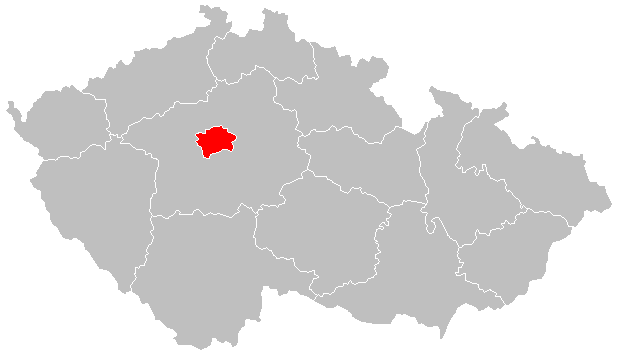
1. Hlavní město Praha
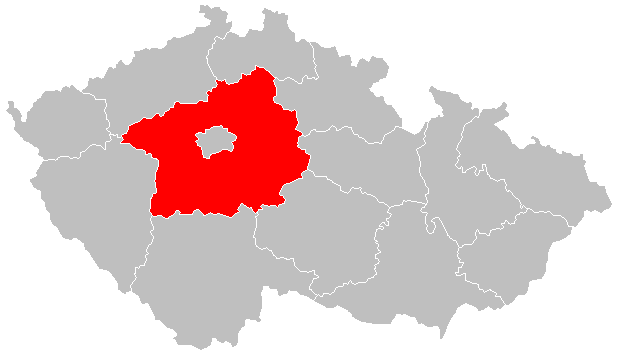
2. Středočeský kraj – Praha
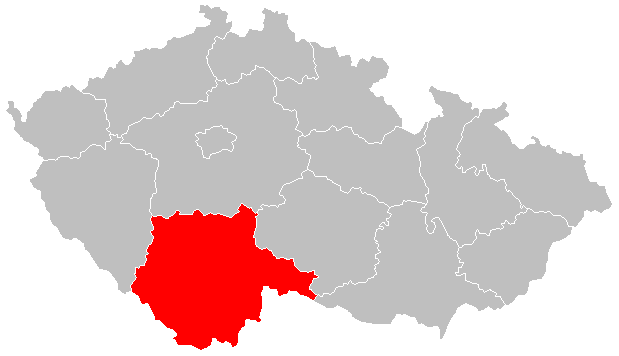
3. Jihočeský kraj (do 30. 5. 2001 Budějovický kraj) – České Budějovice
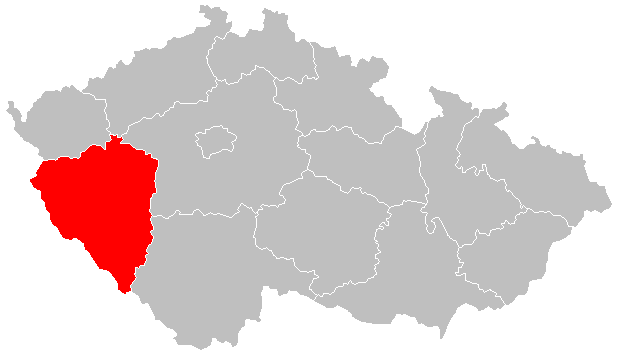
4. Plzeňský kraj – Plzeň
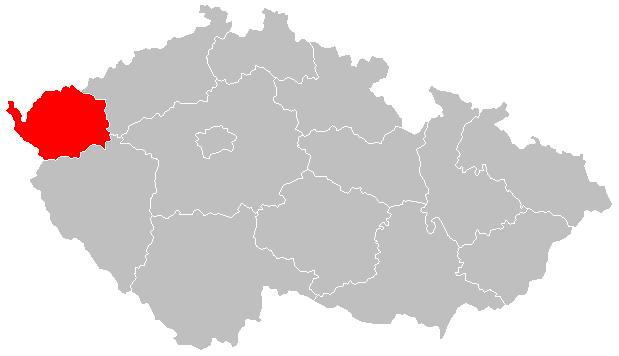
5. Karlovarský kraj – Karlovy Vary
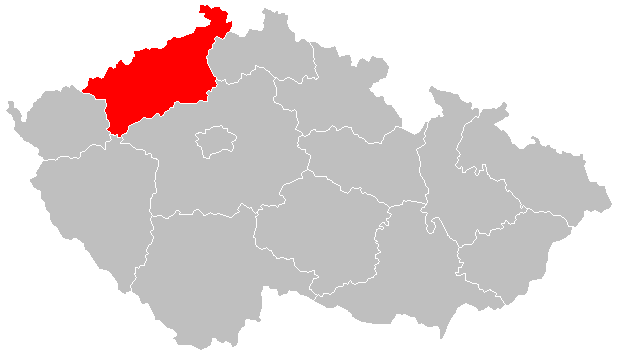
6. Ústecký kraj – Ústí nad Labem
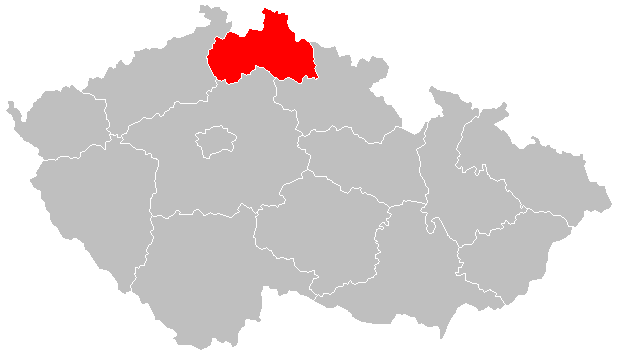
7. Liberecký kraj – Liberec
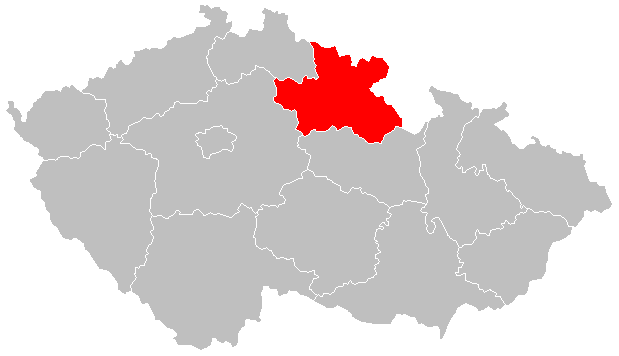
8. Královéhradecký kraj – Hradec Králové
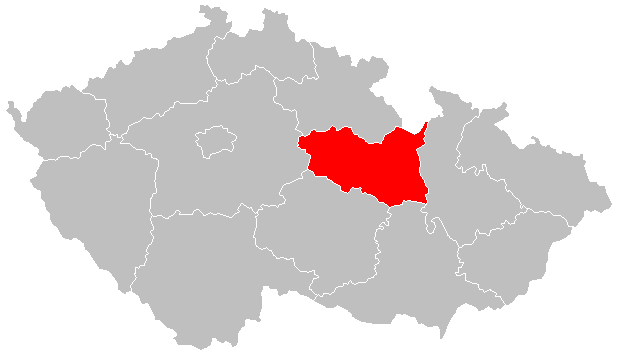
9. Pardubický kraj – Pardubice
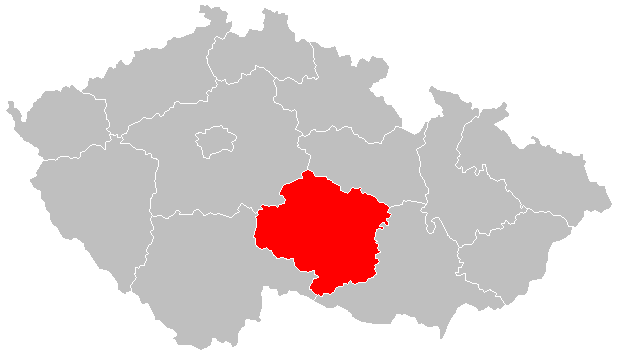
10. Kraj Vysočina (do 30. 5. 2001 Jihlavský kraj, poté do 1. 8. 2011 jen Vysočina) – Jihlava
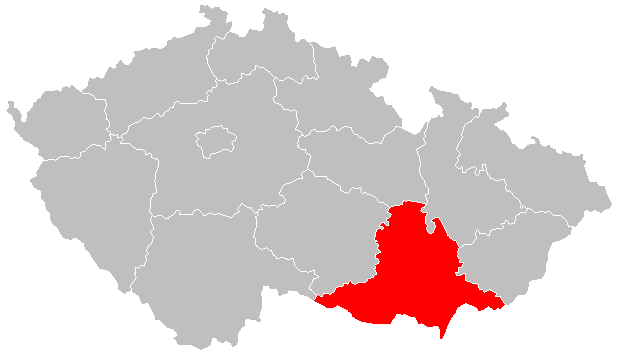
11. Jihomoravský kraj (do 30. 5. 2001 Brněnský kraj) – Brno
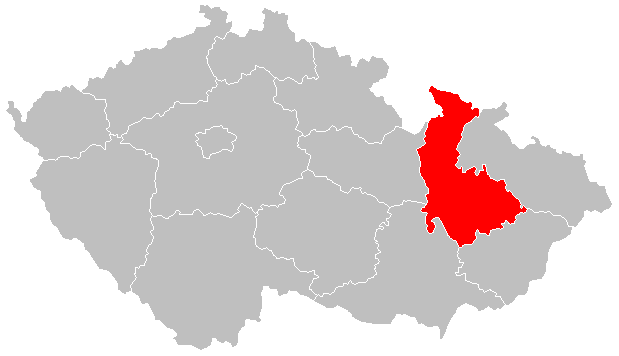
12. Olomoucký kraj – Olomouc
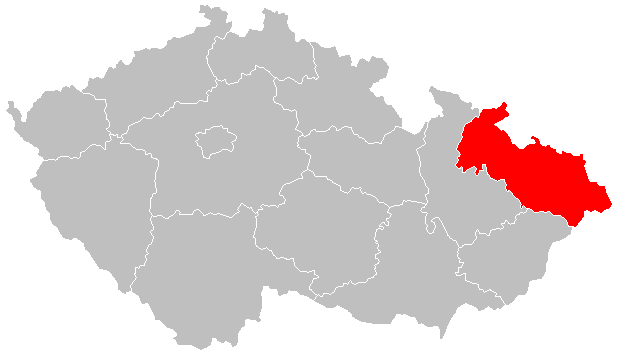
13. Moravskoslezský kraj (do 30. 5. 2001 Ostravský kraj) – Ostrava
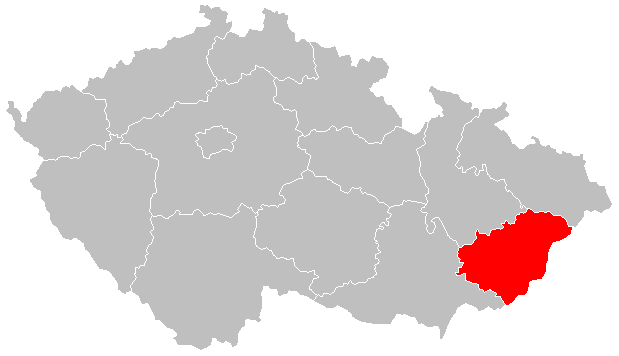
14. Zlínský kraj – Zlín

#### Právní předpisy
- Zákon o územním členění státu (č.36/1960 Sb.)
- Ústavní zákon o vytvoření vyšších územních samosprávných celků (č. 347/1997 Sb)
- Nový zákon o územně správním členění státu na Zákony pro lidi.cz
- Zákon o krajích (krajské zřízení) (č. 129/2000 Sb.)